# Discografia de Motörhead
Discografia da banda britânica de rock 'n' roll Motörhead.

## Discografia

### Álbuns de estúdio
| 1977                                                                                   | Motörhead - Lançamento: 21 de agosto - Gravadora: Chiswick - Formato: LP, CD                | 43  | —  | —  | —  | —   | —  | —  | —  | —  | —   | —   | - RU: 60,000+  | - BPI: Prata |
| 1979                                                                                   | Overkill - Lançamento: 24 de março - Gravadora: Bronze - Formato: LP, CD                    | 24  | —  | —  | —  | —   | —  | —  | —  | —  | —   | —   | - RU: 60,000+  | - BPI: Prata |
| 1979                                                                                   | Bomber - Lançamento: 27 de outubro - Gravadora: Bronze - Formato: LP, CD                    | 12  | —  | —  | —  | —   | —  | —  | —  | —  | —   | —   | - RU: 60,000+  | - BPI: Prata |
| 1980                                                                                   | Ace of Spades - Lançamento: 8 de novembro - Gravadora: Bronze, Mercury - Formato: LP, CD    | 4   | —  | —  | —  | —   | —  | —  | —  | 37 | —   | —   | - RU: 100,000+ | - BPI: Ouro  |
| 1982                                                                                   | Iron Fist - Lançamento: 17 de abril - Gravadora: Bronze, Mercury - Formato: LP, CD          | 6   | —  | 27 | —  | —   | 26 | 25 | —  | 4  | —   | —   | - RU: 60,000+  | - BPI: Prata |
| 1983                                                                                   | Another Perfect Day - Lançamento: 4 de junho - Gravadora: Bronze, Mercury - Formato: LP, CD | 20  | —  | 31 | —  | —   | 39 | 18 | —  | —  | —   | —   |                |              |
| 1986                                                                                   | Orgasmatron - Lançamento: 9 de agosto - Gravadora: GWR - Formato: LP, CD                    | 21  | —  | 47 | —  | —   | 69 | —  | —  | —  | 157 | —   |                |              |
| 1987                                                                                   | Rock 'n' Roll - Lançamento: 5 de novembro - Gravadora: GWR - Formato: LP, CD                | 34  | —  | 33 | —  | —   | 69 | 41 | —  | —  | 150 | —   |                |              |
| 1991                                                                                   | 1916 - Lançamento: 21 de janeiro - Gravadora: Epic - Formato: LP, CD                        | 24  | 24 | 14 | —  | —   | —  | 23 | —  | —  | 142 | 79  |                |              |
| 1992                                                                                   | March ör Die - Lançamento: 14 de agosto - Gravadora: Epic - Formato: LP, CD                 | 60  | 18 | 21 | 16 | —   | —  | 42 | —  | —  | —   | —   | - EUA: 73,682+ |              |
| 1993                                                                                   | Bastards - Lançamento: 29 de novembro - Gravadora: ZYX Music - Formato: LP, CD              | —   | —  | 28 | —  | —   | —  | 48 | —  | —  | —   | 60  | - EUA: 13,223+ |              |
| 1995                                                                                   | Sacrifice - Lançamento: 11 de julho - Gravadora: CMC, SPV - Formato: LP, CD                 | —   | —  | 31 | —  | —   | —  | 36 | —  | —  | —   | —   |                |              |
| 1996                                                                                   | Overnight Sensation - Lançamento: 15 de outubro - Gravadora: CMC, SPV - Formato: LP, CD     | —   | —  | 71 | —  | —   | —  | 60 | 39 | —  | —   | —   | - EUA: 14,314+ |              |
| 1998                                                                                   | Snake Bite Love - Lançamento: 10 de março - Gravadora: CMC, SPV - Formato: LP, CD           | 171 | —  | 47 | —  | —   | —  | 49 | —  | —  | —   | —   |                |              |
| 2000                                                                                   | We Are Motörhead - Lançamento: 16 de maio - Gravadora: CMC, SPV - Formato: LP, CD           | 91  | —  | 21 | —  | —   | —  | 33 | 39 | —  | —   | —   | - EUA: 5.900   |              |
| 2002                                                                                   | Hammered - Lançamento: 9 de abril - Gravadora: Sanctuary - Formato: LP, CD                  | 113 | —  | 39 | —  | 113 | —  | 18 | 34 | —  | —   | —   | - EUA: 12,972+ |              |
| 2004                                                                                   | Inferno - Lançamento: 22 de junho - Gravadora: SPV - Formato: LP, CD                        | 95  | 36 | 10 | 44 | 58  | —  | 34 | 17 | —  | —   | 243 | - EUA: 3,000+  |              |
| 2006                                                                                   | Kiss of Death - Lançamento: 29 de agosto - Gravadora: SPV - Formato: LP, CD, DD             | 45  | 26 | 4  | 20 | 37  | 64 | 13 | 16 | 9  | —   | 203 | - EUA: 3,000+  |              |
| 2008                                                                                   | Motörizer - Lançamento: 26 de agosto - Gravadora: SPV - Formato: LP, CD, DD                 | 32  | 11 | 5  | 13 | 24  | 58 | 10 | 9  | 11 | 82  | 115 | - EUA: 6,400+  |              |
| 2010                                                                                   | The Wörld Is Yours - Lançamento: 14 de dezembro - Gravadora: UDR/EMI - Formato: LP, CD, DD  | 45  | 24 | 25 | 34 | 89  | —  | 24 | 15 | 40 | 94  | 115 | - EUA: 7,000+  |              |
| 2013                                                                                   | Aftershock - Lançamento: 21 de outubro - Gravadora: UDR - Formato: LP, CD, DD               | 115 | 6  | 5  | 7  | 14  | 64 | 8  | 5  | 6  | 22  | —   | - EUA: 11,000+ |              |
| 2015                                                                                   | Bad Magic - Lançamento: 28 de agosto - Gravadora: UDR - Formato: LP, CD, DD                 | 10  | 2  | 1  | 1  | 16  | 7  | 4  | 1  | 7  | 35  | —   | - EUA: 11,000+ |              |
| "—" denota uma gravação que não chegou às paradas ou que não foi lançada naquele país. |                                                                                             |     |    |    |    |     |    |    |    |    |     |     |                |              |

### Álbuns ao vivo
| Título                                                              | Detalhes                                                                                | Posições nas paradas | Posições nas paradas | Posições nas paradas | Posições nas paradas | Posições nas paradas | Posições nas paradas | Vendas        | Certificações |
| Título                                                              | Detalhes                                                                                | UK                   | FRA                  | GER                  | NOR                  | NZ                   | SWE                  | Vendas        | Certificações |
| ------------------------------------------------------------------- | --------------------------------------------------------------------------------------- | -------------------- | -------------------- | -------------------- | -------------------- | -------------------- | -------------------- | ------------- | ------------- |
| No Sleep 'til Hammersmith                                           | - Lançamento: 27 de junho de 1981 - Gravadora: Bronze (#535) - Formato: LP, CS          | 1                    | —                    | 12                   | 24                   | 28                   | 27                   | - RU: 100,000 | - BPI: Ouro   |
| What's Words Worth?                                                 | - Lançamento: 5 de março de 1983 - Gravadora: Big Beat (#2) - Formato: LP, CS           | 71                   | —                    | —                    | —                    | —                    | —                    |               |               |
| Nö Sleep at All                                                     | - Lançamento: 15 de outubro de 1988 - Gravadora: GWR (#31) - Formato: CD, LP, CS        | 79                   | 59                   | —                    | —                    | —                    | —                    |               |               |
| Live at Brixton                                                     | - Lançamento: 12 de abril de 1994 - Gravadora: Roadrunner (#9009) - Formato: CD, LP, CS | —                    | —                    | —                    | —                    | —                    | —                    |               |               |
| Everything Louder than Everyone Else                                | - Lançamento: 9 de março de 1999 - Gravadora: Sanctuary (#068) - Format: 2CD            | —                    | —                    | —                    | —                    | —                    | —                    |               |               |
| Live at Brixton Academy                                             | - Lançamento: 9 de dezembro de 2003 - Gravadora: Steamhammer (#7262) - Format: 2CD      | —                    | —                    | —                    | —                    | —                    | —                    |               |               |
| Better Motörhead than Dead: Live at Hammersmith                     | - Lançamento: 16 de julho de 2007 - Gravadora: Steamhammer (#9817) - Formato: 2CD, 4LP  | —                    | —                    | —                    | —                    | —                    | —                    |               |               |
| The Wörld Is Ours – Vol. 1: Everywhere Further than Everyplace Else | - Lançamento: 22 de novembro de 2011 - Gravadora: UDR (#0078) - Formato: 2CD+DVD, 2LP   | —                    | —                    | —                    | —                    | —                    | —                    |               |               |
| The Wörld Is Ours – Vol. 2: Anyplace Crazy as Anywhere Else         | - Lançamento: 2 de outubro de 2012 - Gravadora: UDR (#0125) - Formato: 2CD+DVD, 2LP     | —                    | —                    | 44                   | —                    | —                    | —                    |               |               |
| "—" denota que a gravação não alcançou as paradas.                  |                                                                                         |                      |                      |                      |                      |                      |                      |               |               |

### Extended plays
| Título                                                      | Detalhes                                                                                        | Posição | Vendas       | Certificações |
| Título                                                      | Detalhes                                                                                        | UK      | Vendas       | Certificações |
| ----------------------------------------------------------- | ----------------------------------------------------------------------------------------------- | ------- | ------------ | ------------- |
| The Golden Years: Live EP                                   | - Lançamento: 8 de maio de 1980 - Gravadora: Bronze (#90) - Formato: 7" vinyl, 12" vinyl        | 8       |              |               |
| Beer Drinkers and Hell Raisers                              | - Lançamento: 22 de novembro de 1980 - Gravadora: Big Beat (#61) - Formato: 7" vinyl, 12" vinyl | 43      |              |               |
| St. Valentine's Day Massacre (com Girlschool como Headgirl) | - Lançamento: 1 de fevereiro de 1981 - Gravadora: Bronze (#116) - Formato: 7" vinyl, 10" vinyl  | 5       | - RU: 60.000 | - BPI: Prata  |
| '92 Tour EP                                                 | - Lançamento: 1992 - Gravadora: Epic (#658809) - Formato: CD, 12" vinyl                         | 63      |              |               |
| "—" denota que a gravação não alcançou as paradas.          |                                                                                                 |         |              |               |

### Coletâneas
| Título                                             | Detalhes                                                                             | Posições nas paradas | Posições nas paradas | Posições nas paradas | Vendas       | Certificações |
| Título                                             | Detalhes                                                                             | UK                   | FIN                  | GER                  | Vendas       | Certificações |
| -------------------------------------------------- | ------------------------------------------------------------------------------------ | -------------------- | -------------------- | -------------------- | ------------ | ------------- |
| On Parole                                          | - Lançamento: 8 de dezembro de 1979 - Gravadora: United Artists (#1004) - Format: LP | 65                   | —                    | —                    |              |               |
| No Remorse                                         | - Lançamento: 15 de setembro de 1984 - Gravadora: Bronze (#5) - Formato: 2LP, CS     | 14                   | —                    | —                    | - RU: 60,000 | - BPI: Prata  |
| Welcome to the Bear Trap                           | - Lançamento: 1990 - Gravadora: Castle Records - Formato: 2LPs, CD                   | —                    | —                    | —                    |              |               |
| The Best of Motörhead                              | - Lançamento: 6 de julho de 1993 - Gravadora: Roadrunner (#9056) - Format: CD        | —                    | —                    | —                    |              |               |
| The Best of Motörhead: All the Aces                | - Lançamento: 1993 - Gravadora: Castle (#125) - Formato: CD, 2LP, CS                 | —                    | —                    | —                    |              |               |
| Deaf Forever: The Best of Motörhead                | - Lançamento: 8 de agosto de 2000 - Gravadora: Castle (#502) - Format: CD            | —                    | —                    | —                    |              |               |
| The Best Of                                        | - Lançamento: 26 de agosto de 2000 - Gravadora: Metal-is (#002) - Formato: 2CD, 3LP  | 52                   | 30                   | 97                   | - RU: 60,000 | - BPI: Prata  |
| Over the Top: The Rarities                         | - Lançamento: 26 de setembro de 2000 - Gravadora: Sanctuary (#176) - Format: CD      | —                    | —                    | —                    |              |               |
| Tear Ya Down: The Rarities                         | - Lançamento: 7 de maio de 2002 - Gravadora: Castle (#444) - Format: 2CD             | —                    | —                    | —                    |              |               |
| Stone Deaf Forever!                                | - Lançamento: 7 de outubro de 2003 - Gravadora: Castle (#747) - Format: 5CD          | —                    | —                    | —                    |              |               |
| "—" denota que a gravação não alcançou as paradas. |                                                                                      |                      |                      |                      |              |               |

## Singles
| Ano  | Título                      | Gravadora        | UK  | IRL | Álbum                     | Notas                                                            |
| ---- | --------------------------- | ---------------- | --- | --- | ------------------------- | ---------------------------------------------------------------- |
| 1977 | "Leaving Here"              | Stiff            | —   | —   | —                         | Retirado. Disponível na compilação Stone Deaf Forever!.          |
| 1977 | "Motorhead"                 | Chiswick Records | —   | —   | Motörhead                 | —                                                                |
| 1978 | "Louie Louie"               | Bronze Records   | 68  | —   | —                         | Disponível como faixa bônus da reedição do Overkill              |
| 1979 | "Overkill"                  | Bronze Records   | 39  | —   | Overkill                  | —                                                                |
| 1979 | "No Class"                  | Bronze Records   | 61  | —   | Overkill                  | —                                                                |
| 1979 | "Bomber"                    | Bronze Records   | 34  | —   | Bomber                    | —                                                                |
| 1980 | "Ace of Spades"             | Bronze Records   | 15  | —   | Ace of Spades             | —                                                                |
| 1981 | "Motorhead" (Live)          | Bronze Records   | 6   | 16  | No Sleep 'til Hammersmith | —                                                                |
| 1982 | "Iron Fist"                 | Bronze Records   | 29  | —   | Iron Fist                 | —                                                                |
| 1983 | "I Got Mine"                | Bronze Records   | 46  | —   | Another Perfect Day       | —                                                                |
| 1983 | "Shine"                     | Bronze Records   | 59  | —   | Another Perfect Day       | —                                                                |
| 1984 | "Killed by Death"           | Bronze Records   | 51  | —   | No Remorse                | —                                                                |
| 1986 | "Deaf Forever"              | GWR Records      | 67  | —   | Orgasmatron               | —                                                                |
| 1987 | "Eat the Rich"              | GWR Records      | —   | —   | Rock 'n' Roll             | —                                                                |
| 1988 | "Ace of Spades" (Live)      | GWR Records      | —   | —   | No Sleep at All           | Não lançado, 150 cópias foram vendidas para o fã clube da banda. |
| 1990 | "The One to Sing the Blues" | Epic             | 45  | —   | 1916                      | —                                                                |
| 1992 | "Hellraiser"                | Sony             | —   | —   | March ör Die              | —                                                                |
| 1993 | "Don't Let Daddy Kiss Me"   | Sony             | —   | —   | Bastards                  | —                                                                |
| 1994 | "Born to Raise Hell"        | Arista/Fox       | 47  | —   | Bastards                  | —                                                                |
| 2000 | "God Save the Queen"        | Steamhammer      | 113 | —   | We Are Motörhead          | —                                                                |
| 2000 | "We Are Motörhead"          | Steamhammer      | —   | —   | We Are Motörhead          | —                                                                |
| 2001 | "The Game"                  | Steamhammer      | —   | —   | —                         | Disponível no álbum WWF The Music, Vol. 5                        |
| 2006 | "Kingdom of the Worm"       | SPV              | —   | —   | Kiss of Death             | —                                                                |
| 2008 | "Rock Out"                  | Steamhammer/SPV  | —   | —   | Motörizer                 | —                                                                |
| 2010 | "Get Back In Line"          | Motörhead Music  | —   | —   | The Wörld Is Yours        | —                                                                |
| 2011 | "I Know How To Die"         | Motörhead Music  | —   | —   | The Wörld Is Yours        | —                                                                |
| 2013 | "Crying Shame"              | Motörhead Music  | —   | —   | Aftershock                | —                                                                |

## Compilações de vários artistas
Essa seção contém várias compilações de vários artistas que contém material do Motörhead que esteve indisponível em outros lugares, incluindo covers de álbuns tributo.
- 1977 - A Bunch of Stiff Records - inclui a versão original de "White Line Fever".
- 1982 – Flexipop! (The Flexipop Album) – inclui "The Train Kept a Rollin" (live)
- 1992 – Hellraiser III: Hell on Earth original soundtrack – inclui a canção "Hell on Earth"
- 1998 – ECW: Extreme Music – inclui uma versão cover de "Enter Sandman" do Metallica
- 2001 – WWF The Music, Vol. 5 – inclui a canção "The Game"
- 2001 – Twisted Forever – inclui uma versão cover de "Shoot 'em Down" do Twisted Sister
- 2003 – Wacken Metal Overdrive – inclui uma versão ao vivo de "No Class" & "Motörhead"
- 2004 – Metallic Attack: Metallica - The Ultimate Tribute – inclui uma versão cover de "Whiplash" do Metallica
- 2004 – The SpongeBob SquarePants Movie – inclui "You Better Swim", (nova versão de "You Better Run")
- 2004 – ThemeAddict: WWE The Music, Vol. 6 – inclui a canção "Line in the Sand"
- 2005 – Armageddon Over Wacken - Live 2004 – inclui uma versão ao vivo de "Life's a Bitch" & "We are Motörhead"
- 2005 – Bang Your Head!!! Festival 2005 - 10th Anniversary – inclui uma versão ao vivo de "Stay Clean"
- 2005 – Bang Your Head!!! Festival - Best Of – inclui uma versão ao vivo de "Dr. Rock"
- 2006 – WWE Wreckless Intent – inclui a canção "King of Kings"
- 2007 – Live At  Wacken 2006 – inclui uma versão ao vivo de "In the Name of Tragedy" & "Killers"
- 2008 – Hell Bent Forever: A Tribute To Judas Priest – inclui uma versão cover de "Breaking The Law" do Judas Priest
- 2010 – Live At   Wacken 2009 – inclui uma versão ao vivo de "Overkill" & "Killed by Death"
- 2010 – "Ace of Spades (Slow Version)" disponível como download gratuito no site Kronenbourg 1664
- 2014 – Live At   Wacken 2003 – inclui uma versão ao vivo de "Metropolis" & "Damage Case"

## Vídeos

### Ao vivo
- 1982 – Live in Toronto (VHS) – ao vivo em Toronto, 12 de maio de1982
- 1985 – The Birthday Party (VHS/DVD) – ao vivo no 10º show de aniversário em Hammersmith, 26 de junho de 1985
- 1991 – 1916 Live...Everything Louder than Everything Else (VHS/DVD) – ao vivo em  Munich, 11 de março de 1991
- 2001 – 25 & Alive Boneshaker (DVD) – ao vivo no 25º show de aniversário em Brixton, 22 de outubro de 2000
- 2005 – Stage Fright (DVD) – ao vivo em  Düsseldorf, 7 de dezembro de 2004
- 2011 -  The Wörld Is Ours - Vol 1 - Everywhere Further Than Everyplace Else (DVD) - ao vivo em  Santiago, New York & Manchester
- 2012 -  The Wörld Is Ours - Vol 2 - Anyplace Crazy As Anywhere Else (DVD) - ao vivo em  Wacken, Sonisphere & Rio

### Promocional (colecionadores)
- 1986 – Deaf Not Blind (Virgin, VHS) – Bronze era (1978–84) vídeos promocionais
- 2002 – Motörhead EP (Classic Pictures, DVD) – performing "Ace Of Spades", "Motorhead" e "Please Don't Touch" com Girlschool em Musikladen, 1981
- 2002 – The Best of Motörhead (Sanctuary, DVD) – Bronze era (1978–84) vídeos promocionais

### Documentários
- 2005 – Classic Albums: Motörhead - Ace of Spades (Eagle Vision, DVD)

### Participações
- 2001 – WrestleMania X-Seven – tocando o tema de entrada de Triple H.
- 2005 – WrestleMania 21 – tocando  "The Game"
- 2006 - WrestleMania 22 - tocando  "King of Kings" enfatizando o personagem King of King do Triple H

## Videoclipes
| Ano  | Título                               | Diretor                            | Álbum                             |
| ---- | ------------------------------------ | ---------------------------------- | --------------------------------- |
| 1979 | "Motörhead"                          | Keith "Keef" MacMillan             | Motörhead                         |
| 1979 | "Overkill"                           | Keith "Keef" MacMillan             | Overkill                          |
| 1979 | "Stay Clean"                         | Keith "Keef" MacMillan             | Overkill                          |
| 1979 | "No Class"                           | Keith "Keef" MacMillan             | Overkill                          |
| 1979 | "Capricorn"                          | Keith "Keef" MacMillan             | Overkill                          |
| 1979 | "Bomber"                             | Keith "Keef" MacMillan             | Bomber                            |
| 1979 | "Dead Men Tell No Tales"             | Keith "Keef" MacMillan             | Bomber                            |
| 1979 | "Poison"                             | Keith "Keef" MacMillan             | Bomber                            |
| 1980 | "Ace Of Spades"                      | Keith "Keef" MacMillan             | Ace of Spades                     |
| 1980 | "The Chase is Better than The Catch" | Keith "Keef" MacMillan             | Ace of Spades                     |
| 1981 | "Please Don't Touch"                 | —                                  | St. Valentine's Day Massacre (EP) |
| 1982 | "Iron Fist"                          | Keith "Keef" MacMillan             | Iron Fist                         |
| 1983 | "One Track Mind"                     | Keith "Keef" MacMillan             | Another Perfect Day               |
| 1983 | "Shine"                              | Keith "Keef" MacMillan             | Another Perfect Day               |
| 1983 | "I Got Mine"                         | Keith "Keef" MacMillan             | Another Perfect Day               |
| 1984 | "Killed By Death"                    | Rod Swenson                        | No Remorse                        |
| 1987 | "Eat the Rich"                       | —                                  | Rock 'n' Roll                     |
| 1991 | "I'm So Bad (Baby I Don't Care)"     | Steve Taylor                       | 1916                              |
| 1992 | "I Ain't No Nice Guy"                | —                                  | March ör Die                      |
| 1992 | "Hellraiser"                         | —                                  | March ör Die                      |
| 1993 | "Burner"                             | —                                  | Bastards                          |
| 1993 | "Born to Raise Hell"                 | Paul Rachman                       | Bastards                          |
| 1995 | "Sacrifice"                          | —                                  | Sacrifice                         |
| 1996 | "I Don't Believe A Word"             | —                                  | Overnight Sensation               |
| 2000 | "God Save The Queen"                 | Vanessa Warwick & Justin B. Murphy | We Are Motörhead                  |
| 2002 | "Brave New World"                    | Stefan Browatzki                   | Hammered                          |
| 2002 | "Serial Killer"                      | —                                  | Hammered                          |
| 2004 | "Life's A Bitch"                     | —                                  | Inferno                           |
| 2004 | "Whorehouse Blues"                   | Geraldine Geraghty                 | Inferno                           |
| 2006 | "Be My Baby"                         | —                                  | Kiss of Death                     |
| 2008 | "Rock Out"                           | Greg Olliver & Wes Orshoski        | Motörizer                         |
| 2010 | "Get Back In Line"                   | —                                  | The Wörld Is Yours                |
| 2011 | "I Know How To Die"                  | —                                  | The Wörld Is Yours                |
| 2013 | "Heartbreaker"                       | —                                  | Aftershock                        |
| 2014 | "Lost Woman Blues"                   | —                                  | Aftershock                        |